# Molophilus lindsayi
Molophilus lindsayi är en tvåvingeart. Molophilus lindsayi ingår i släktet Molophilus och familjen småharkrankar.

## Underarter
Arten delas in i följande underarter:
- M. l. lindsayi
- M. l. oliveri